# Альковер-и-Суреда, Антонио Мария
Анто́нио Мари́я Алько́вер-и-Суре́да, также известный (на каталонском) как кат. Mossèn Alcover (2 февраля 1862, Санта Кирга (кат. Santa Cirga), Манакор, — 8 января 1932, Пальма) — писатель-модернист из Майорки, который писал по широкому кругу вопросов, включая католическую церковь, фольклор и лингвистику. Он главным образом связан с усилиями по возрождению интереса к каталанскому языку и его диалектам. Среди его работ каталанско-валенсиано-балеарский словарь.

## Жизнеописание

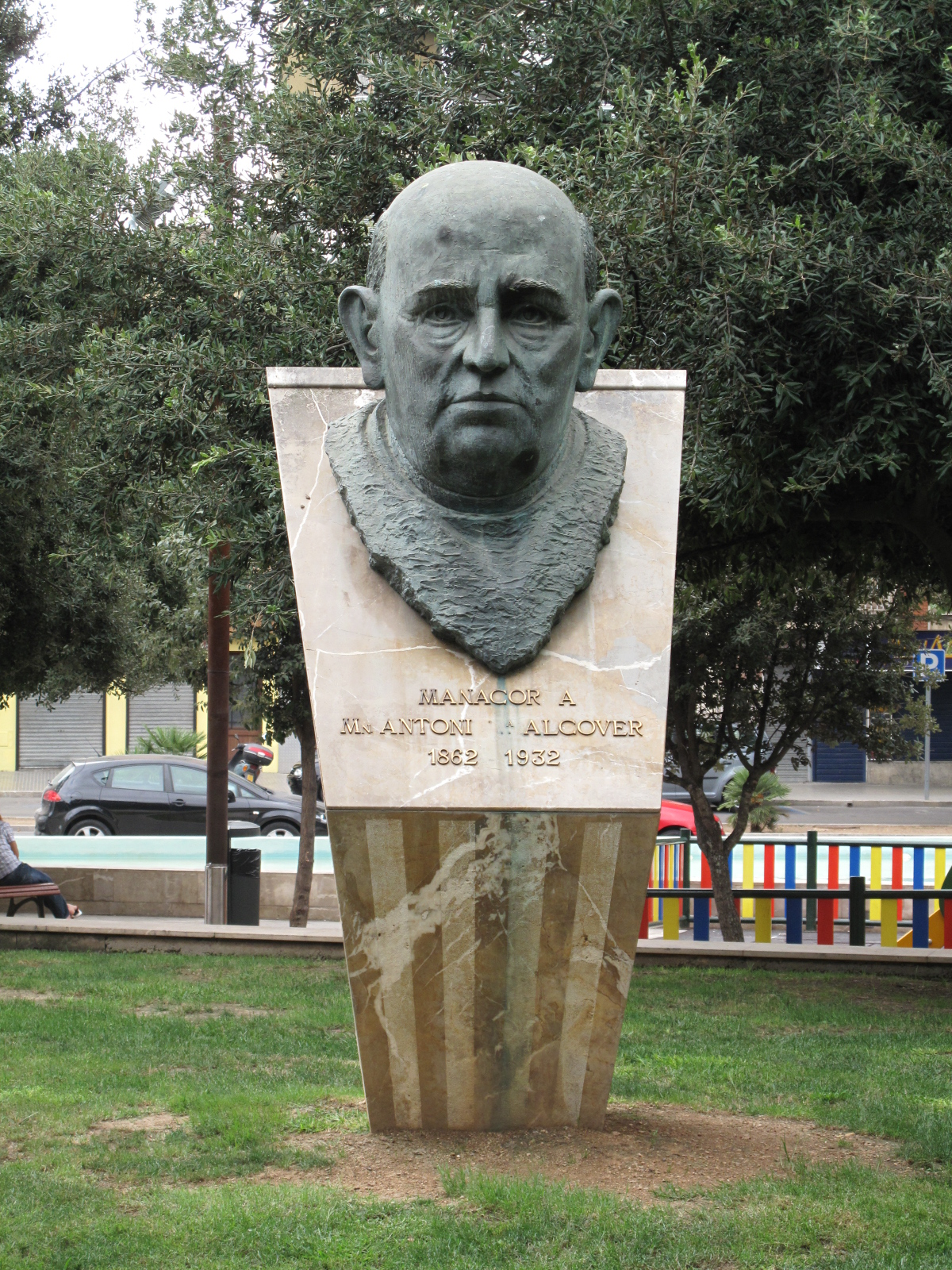
Памятник в городе Манакор, Майорка

Альковер родился в Санта Кирга, небольшой территории между Манакором и Порто-Кристо; сын рабочих. В 15-летнем возрасте он переехал в Пальма-де-Майорка, где продолжал учебу в семинарии. Он стал быстро известен как упрямый полемист.
Хотя его первые литературные опыты были на испанском языке, он обратился к каталонскому языку после 1879 года. Начиная с этого года, он начал собрать басни и фольклор Майорки, который начал публиковать в 1880 году в различных журналах под псевдонимом Jordi d’es Racó. Эта коллекция состоит из около 430 народных басен, которые были переведены на несколько языков.
В 1886 году он был рукоположен и стал приходским священником в Манакоре. В 1888 году он стал профессором церковной истории в семинарии в Пальме. В 1898 году, новый епископ Майорки, Пер Джоан Кампинс и Барсело, назначил его генеральным викарием епархии Майорка. Антонио оставался в этой должности до 1916 года. В 1905 году он также получил должность каноника собора Майорка.
В 1906 году по его инициативе и под его председательством был проведен первый Международный конгресс каталонского языка. Он был назначен президентом филологического отделения Института изучения Каталонии, но довольно быстро лишился поста после разногласий с другими членами института.

## Творчество

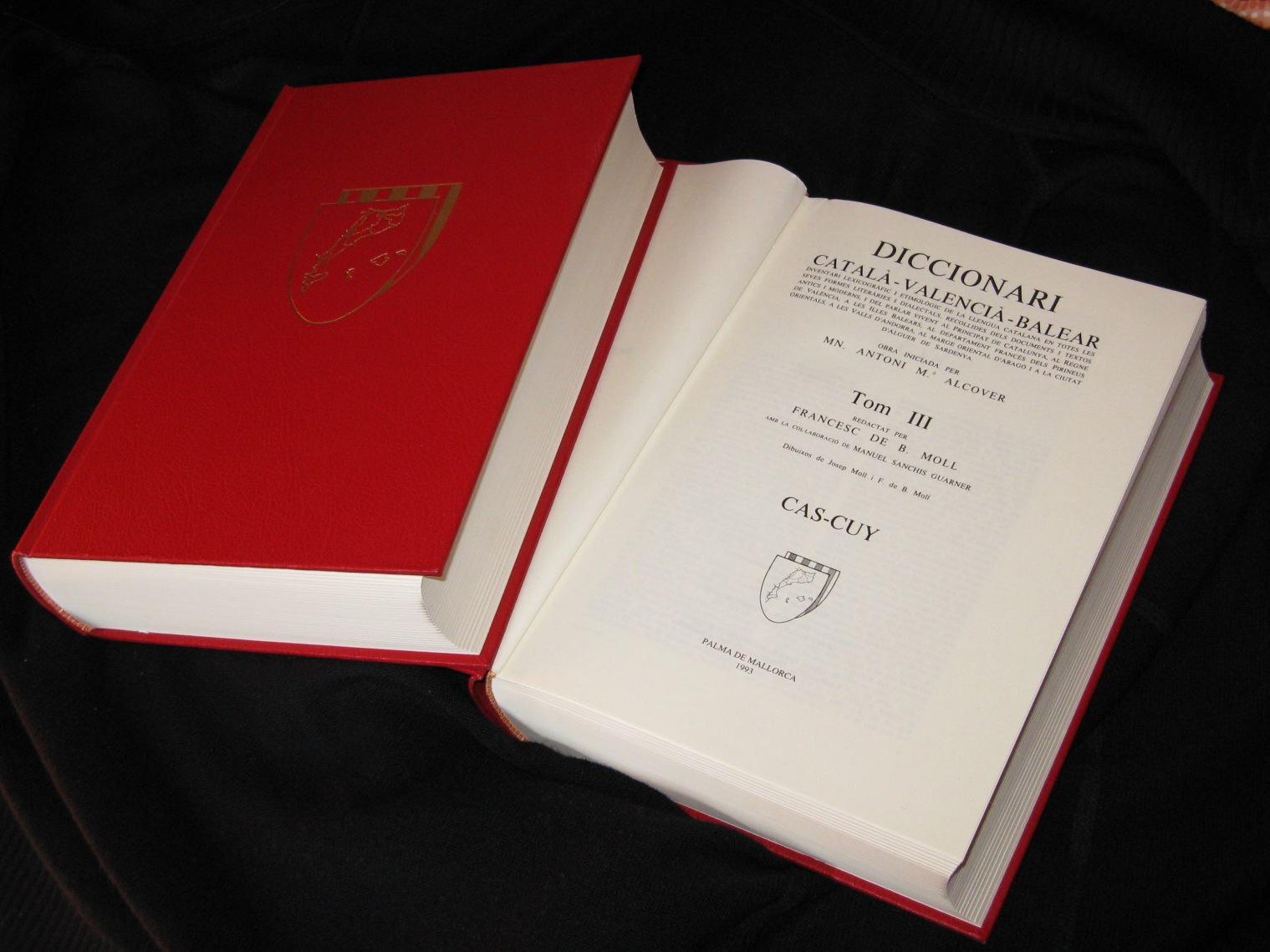
Один из главнейших трудов писателя — каталанско-валенсиано-балеарский словарь

Его литературная работа была сосредоточена на лингвистических исследованиях, истории, народных обычаях и фольклоре, различных биографий, туристических рассказов.

### Книги
- Antoni M. Alcover i Francesc de B. Moll, La flexió verbal en els dialectes catalans, 4 vols., Barcelona, Biblioteca Balmes, 1929—1933.
- Antoni M. Alcover, Aplec de rondaies mallorquines d’en Jordi d’es Racó, 24 vols., Palma, Moll, 1968—1975.
- Antoni M. Alcover, Per la llengua, ed. a cura de Josep Massot i Muntaner, Mallorca-Barcelona, Secció de Filologia Catalana de la Universitat de Palma-Publicacions de l’Abadia de Montserrat, 1983.
- Antoni M. Alcover, Dietari de l’excursió filològica (1906), edició a cura de Francesc de B. Moll, Barcelona, Departament de Cultura de la Generalitat de Catalunya, 1983.
- Diccionari català-valencià-balear: inventari lexicogràfic i etimològic de la llengua catalana en totes les seves formes literàries i dialectals, obra iniciada per Antoni Maria Alcover, redactat per Francesc de B. Moll, amb la col·laboració de Manuel Sanchis Guarner i d’Anna Moll Marquès, 10 vols., Palma, Moll, 1993.

### Исследования
- Juli de Carsalade du Pont, Epistolari del bisbe Carsalade a Mossen Alcover, ed. a cura de Francesc de B. Moll, Mallorca, Impr. Miramar, 1964.
- Lluís Gimeno, Mossèn Alcover i les comarques centrals del territori lingüístic: correspondència epistolar amb mossèn Joaquim Garcia Girona, Barcelona, Publicacions de l’Abadia de Montserrat, 2004.
- Jaume Guiscafrè, «Una bibliografia de les edicions i les traduccions de les rondalles de mossèn Alcover», Randa 38 (1996), 151—221.
- Gabriel Janer Manila, Com una rondalla: els treballs i la vida de mossèn Alcover, Palma, Moll, 1996.
- Joan Julià i Muné, Mossèn Antoni M. Alcover i l’obra del Diccionari a la llum dels epistolaris de Barnils, Griera i Montoliu, Tarragona, Diputació Provincial de Tarragona, 1986.
- Antoni Llull Martí, Bruixat per la llengua: paraules de mossèn Antoni M. Alcover per l’enaltiment de la llengua i l’Obra del Diccionari, Mallorca, 'Sa Nostra' Caixa de Balears, 2001.
- Joan March Noguera, Mossèn Alcover i el món de la ciència: la creació del llenguatge científic català modern, Palma, Muntaner, 2001.
- Josep Massot i Muntaner, Antoni M. Alcover i la llengua catalana, Barcelona, Publicacions de l’Abadia de Montserrat, 1985.
- Francesc de B. Moll, Un home de combat: mossèn Alcover, Mallorca, Moll, 1981.
- Francesc de B. Moll, Aspectes marginals d’un home de combat, Barcelona, Curial, 1983.
- Maria Pilar Perea, «La metodologia de l’enquesta dialectal d’A. M. Alcover i de F. de B. Moll aplicada a La flexió verbal en els dialectes catalans», Zeitschrift für Katalanistik 14 (2001), 98-127.
- Maria Pilar Perea, Antoni M. Alcover, dialectòleg, gramàtic, polemista, Barcelona, Fundació Germà Colon Domènech-Publicacions de l’Abadia de Montserrat, 2005.